# Bisaya (Ethnie)
Die Bisaya oder Bisayah, manchmal auch als Besaya beschrieben, sind eine indigene Ethnie des Malaiischen Archipels. Sie selbst bezeichnen sich als tangah-tangah (Volk der Mitte), jilama bawah oder jilama sungai (Flussvolk). Ihre hauptsächliche Verbreitung ist in Sabah innerhalb des Distrikt Beaufort und entlang des Sungai Padas und im nördlichen Sarawak entlang des Limbang River.

## Siedlungsgebiete

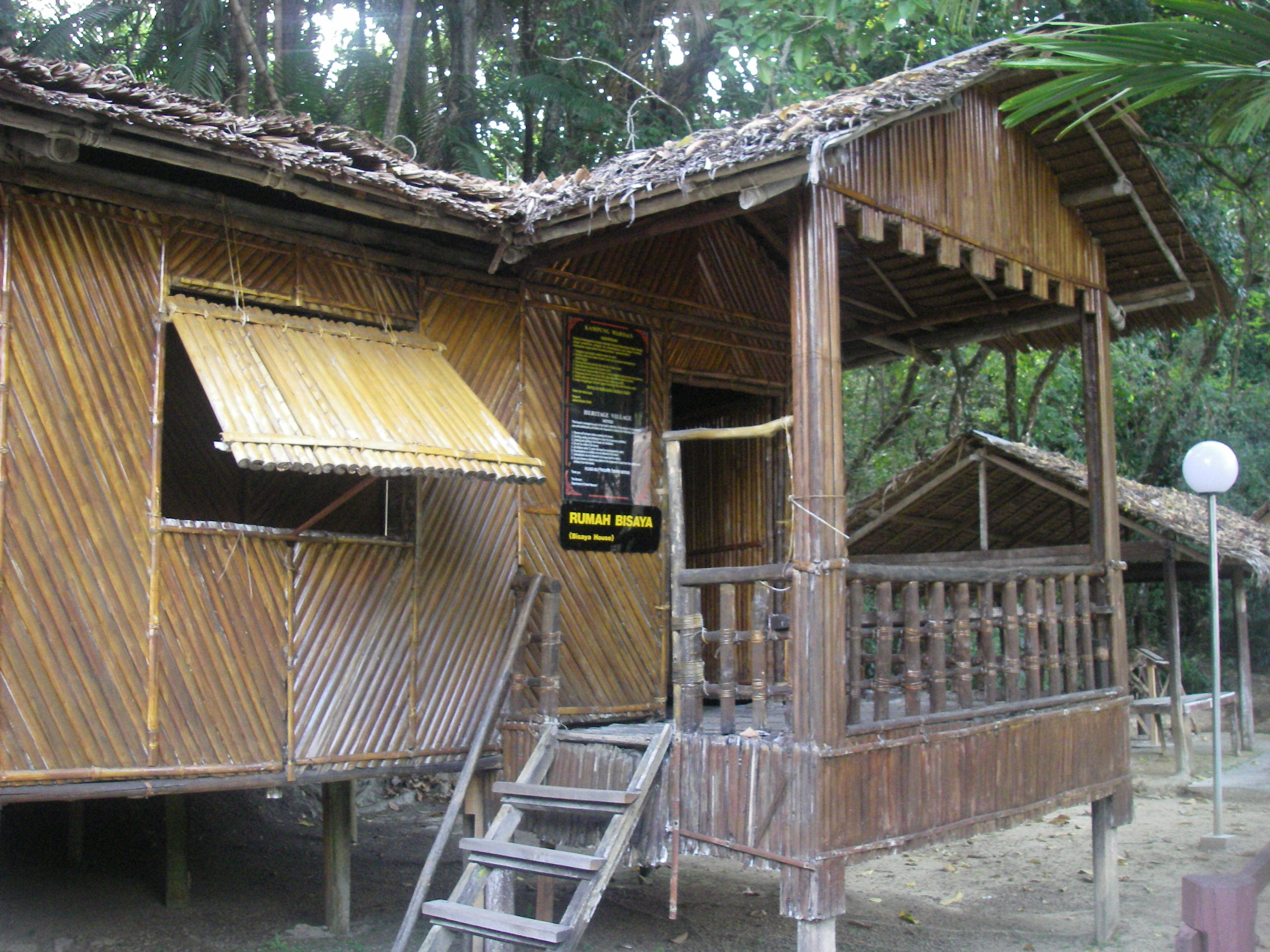
Bisaya-Haus (im Freilichtmuseum des Sabah Museum in Kota Kinabalu)

Die traditionellen Siedlungsgebiete der Bisaya liegen im Mittellauf und Unterlauf derjenigen Flüsse im nördlichen Sarawak und der Westküste von Sabah, die in die Bucht von Brunei fließen.

### Brunei
Zu den Bisaya zählen hier die engverwandten Gruppen der Orang Bukit, Dusun und Tutong Dusun, die entlang des Sungai Tutong leben.

### Sarawak
Bisaya in Sarawak siedeln traditionell vorwiegend an den Nebenflüssen des Sungai Baram, insbesondere am Sungai Linai und Sungai Tutoh, sowie an den Oberläufen des Sungai Belait.

### Sabah
In Sabah zählen zu den Bisaya die meist muslimischen, Nassreis anbauenden Bewohner der Unterläufe des Sungai Padas und Sungai Klias; außerdem Gruppen in der Gegend von Bundu und Kuala Penyu. Die Bisaya leben innerhalb anderer Ethnien, so dass reine Bisaya-Siedlungen schwer auszumachen sind.

## Demographie
Die Volkszählung im Jahre 2010 (Census 2010) weist eine Bevölkerung von 39.960 Bisaya in Sabah und 7.195 in Sarawak aus. Bisaya in anderen Bundesstaaten sind ohne statistische Relevanz.

## Ethnologische Abgrenzung
Verbindungen zu der auf den Philippinen lebende Ethnie der Visaya werden von der Ethnologie bejaht. Gleichwohl werden diese als eigenständige Ethnie geführt.

## Sprache
Die von der Ethnie gesprochene Sprache Bisaya gehört zusammen mit den anderen indigenen Sprachen von Sabah zur Idahan-Sprachfamilie, die wiederum zu den West-Malayo-Polynesischen Sprachen gehört. Die Sprache ist in die Varianten Brunei Bisaya (ISO-639-3-Code bsb) und Sabah Bisaya (ISO-639-3-Code bsy) unterteilt.

## Kultur
Die Interessensvertretung der Bisaya wird durch die Kulturgemeinschaft KDCA (Kadazan-Dusun Cultural Association) wahrgenommen.